# Birra Melotti
Die Birra Melotti (auch Birra Asmara) war die erste Brauerei in Eritrea. Sie wurde im Jahre 1939, als das Gebiet zu Italienisch-Ostafrika gehörte, von Luigi Melotti in Asmara gegründet. Zur Brauerei gehörte auch eine Glashütte zur Herstellung von Flaschen und, neben Bier, die Herstellung von Spirituosen. Die Villa Melotti ließ seine Frau Emma, die im Jahr 1940 nach Eritrea  gekommen war, auf der bis ins 19. Jahrhundert unbewohnten Insel Taulud bei Massaua errichten. Melotti starb 1946 kurz nach seinem Bruder, als beide in einen Hinterhalt bewaffneter Schieberbanden gerieten.  Nach seinem Tod wurde das Geschäft von seiner Frau und seinem Sohn fortgeführt. 
Die Brauerei wurde von den Derg während des Eritreischen Unabhängigkeitskrieges verstaatlicht und wurde dann von der Übergangsregierung Eritreas übernommen. Heute ist der Eigentümer die Asmara Brewery Corporation, die im Besitz von Investoren und dem Staat Eritrea ist. Die Brauerei hat einen Ausstoß von über 400.000 Flaschen  und exportiert bis zu 40 Prozent ihrer Produktion, während der Rest in Eritrea konsumiert wird.

## Fußball
Die Brauerei betreibt den Asmara Brewery FC, der seit den 1990er Jahren in der Eritrean Premier League spielt. Der Verein wurde 1944 unter dem Namen Asmara Birra von Melotti gegründet, der bereits 1936 auch den Verein GS Melotti gegründet hatte.